# Geografía creativa
La Geografía creativa es un subapartado de la teoría resultante del experimento geográfico del cineasta soviético Lev Kuleshov descrito en su libro El arte del cine. 
Se refiere a la capacidad de poder crear un mundo o geografía no real gracias al montaje, es decir, a partir de la yuxtaposición de planos grabados en espacios distintos, podemos crear un universo o, como él lo llamó, "espacio cinematográfico" inventado.
Fue durante el rodaje de su filme El proyecto del ingeniero Prait, que Lev Kuleshov, pionero del montaje como pilar principal de una película, empezó a investigar y experimentar. El montaje era un campo poco explorado y dedicó parte de su carrera como director a desarrollar de forma teórica diversos artículos alrededor de este. Accidentalmente descubrió la técnica que se describe: la geografía creativa.
Le faltaban planos de los personajes de la película mirando a unos postes eléctricos, y para solucionar el inconveniente, decidió grabar por un lado los personajes mirando a fuera de campo y por otro lado, los postes. Los personajes no se encontraban en la misma localización de los postes, de hecho, los gravó en diferentes zonas de Moscú. Sin embargo, el montaje consiguió el efecto de geografía creativa, es decir, parecía que se encontraran en un mismo sitio.